# Alibi – Dein Mörder spielt mit
Alibi – Dein Mörder spielt mit ist ein US-amerikanischer Fernsehfilm aus dem Jahr 1997 mit Tori Spelling in der Hauptrolle.

## Handlung
Nachdem der erfolgreiche Unternehmer Connor Hill sich scheinbar zufällig verwählt hat, kommt ein erstes Gespräch mit Marti Gerard (Tori Spelling) zustande. Marti wird schnell Zeugin eines Mordes, welcher an Connor Hills Frau verübt wurde. Da Connor Hill als Tatverdächtiger die Todesstrafe droht, sagt Marti als Zeugin für ihn vor Gericht aus. Doch in der Zwischenzeit hat sich zwischen den beiden bereits eine Liebesbeziehung entwickelt.